# Медаль «За заслуги 1813 года»
Медаль «За заслуги 1813 года» — медаль Российской империи, которой был награждён один человек.

## Основные сведения
Медаль «За заслуги 1813 года» была учреждена Александром I 6 мая 1814 года, одновременно с медалью «1813 года». Указ об учреждении был объявлен министру финансов Д. А. Гурьеву министром иностранных дел Н. П. Румянцевым. Есть сведения только об одном награждении.

## Награждение
Данной медалью награждался сотник линейного казачьего войска Елгаштин, «за заслуги им оказанные». К награде его представил генерал Г. И. Глазенап, командующий войсками сибирской линии. Заказ на чеканку медали поступил на Санкт-Петербургский монетный двор в конце мая 1813 года, при этом расходы на изготовление составили 98 рублей 57 копеек. Медаль была получена Императорским Кабинетом в середине июня, 8 июля была выслана министерством иностранных дел Глазенапу для вручения. Таким образом, известно об одном награждении.

## Описание медали
Медаль была сделана из золота. Диаметр 51 мм. Гурт гладкий. На лицевой стороне медали изображён портрет Александра I, обращённый вправо. Вдоль края медали по окружности надпись: «АЛЕКСАНДРЪ ПЕРВОЙ Б.М.ИМПЕРАТОРЪ ВСЕРОСС.» На обрезе портрета подпись медальера — «И. Шилов». На оборотной стороне медали горизонтальная надпись в три строки: «ЗА ЗАСЛУГИ 1813 ГОДА.» и черта под надписью.
Известен новодел данной медали, хранится в отделе нумизматики Государственного Исторического музея, а также односторонний оттиск реверса медали, изготовленный из свинца, находящийся в отделе нумизматики Государственного Эрмитажа (РМ-2335).

## Порядок ношения
Медаль имела ушко для крепления к ленте. Носить медаль следовало на шее. Лента медали — Аннинская.

## Изображения медали

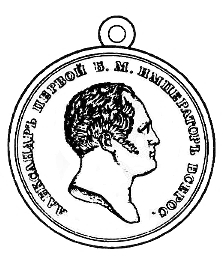
Аверс
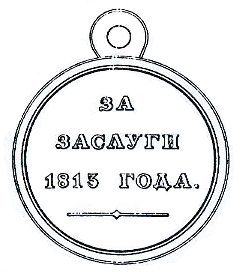
Реверс